# Sierra’s Creative Interpreter
Sierra's Creative Interpreter, SCI (Творческий интерпретатор Sierra) — игровой движок, разработанный в Sierra On-Line. Под SCI подразумевают:
- Скриптовый язык, созданный Джеффом Стефенсоном (англ. Jeff Stephenson) для разработки приключенческих игр. SCI пришёл на смену устаревшему языку AGI. SCI создавался как полностью объектно-ориентированный скриптовый язык, тогда как AGI был процедурным языком.
- Среду реального времени для запуска и выполнения написанных на этом языке игр, первоначально разработанную для IBM PC, и позже портированную на некоторые другие платформы (Amiga, Atari ST и Macintosh). В этой статье рассматривается версия для IBM PC.

## SCI0 (0.000.xxx)
Впервые был использован для создания King’s Quest IV: The Perils of Rosella в 1988 году. Игры, созданные на SCI0, имели разрешение экрана 320x200 пикселей, могли использовать 16 цветов, а также звуковую дорожку для различных звуковых адаптеров. При необходимости в качестве интерфейса в играх применялся клавиатурный текстовый ввод с синтаксическим анализатором — как в текстовых квестах (использовался только в приключенческих играх).
Игры, сделанные на SCI0 (в порядке выхода):
- King’s Quest IV: The Perils of Rosella
- Leisure Suit Larry Goes Looking for Love (in Several Wrong Places) (Larry 2)
- Police Quest II: The Vengeance
- 1988 Christmas Card
- Space Quest III: The Pirates of Pestulon
- Hoyle’s Official Book of Games: Volume 1
- Hero’s Quest: So You Want to Be a Hero
- Leisure Suit Larry III: Passionate Patti in Pursuit of the Pulsating Pectorals
- The Colonel’s Bequest
- Codename: Iceman
- Conquests of Camelot: King Arthur, Quest for the Grail
- Hoyle’s Official Book of Games: Volume 2
- Mixed-Up Mother Goose (Version 1.011)

Для создания игр на других языках поздние версии SCI0 поддерживали возможность разработки двуязычных вариантов игр. Версии таких игр выглядели как «S.OLD.xxx»:
- King’s Quest I: Quest for the Crown (переработанная версия 1990 года)
- Space Quest III: The Pirates of Pestulon (международные версии на нескольких языках)
- Leisure Suit Larry III: Passionate Patti in Pursuit of the Pulsating Pectorals (международные версии)
- Jones in the Fast Lane (дисковая версия)

Последняя игра на SCI0, Jones in the Fast Lane, использовала графический движок следующей версии интерпретатора — SCI1, и поэтому могла работать в режиме с 256 цветами.

## SCI1 (1.000.xxx/T.A00.xxx)
SCI1 вышел в 1990 году. Наиболее значительным улучшением было появление 256-цветной палитры, тогда как разрешение по-прежнему осталось 320×200. Была оставлена возможность использования 16 цветов EGA (обычно игры продавались в двух версиях — 16- и 256-цветных). Некоторые называют 16-цветные версии игр SCI01.
Большинство игр на SCI1 используют ориентированный на мышь интерфейс point-and-click. В случае SCI1 пользовательский интерфейс определялся скриптом игры, а не версией игрового движка. Например, хотя Quest for Glory II использует текстовый ввод с синтаксическим анализатором, а King's Quest V — мышь, их интерпретаторы совместимы: движок QFG2 можно использовать для запуска 16-цветной версии KQV.
Существует проблема с нумерацией версий движка. Дело в том, что третья цифра версии (номер сборки) имеет только три разряда, тогда как нужно минимум четыре. Например, игра Space Quest IV версии 1.052 имела интерпретатор версии 1.000.753, а игра Conquests of the Longbow версии 1.0 — 1.000.168, хотя последняя использовала более новую версию интерпретатора, так как в действительности его номер сборки — 1168, а не 168.
В некоторых случаях строка «1.000» заменялась «T.A00», что, однако, не означает параллельную ветку разработки движка.
На SCI1 были сделаны следующие игры:
- 1990 Christmas Card — The Seasoned Professional
- Quest for Glory II: Trial by Fire
- Hoyle’s Official Book of Games: Volume 3
- King's Quest V: Absence Makes the Heart Go Yonder! (дисковая версия)
- Leisure Suit Larry in the Land of the Lounge Lizards (улучшенная версия)
- Space Quest IV: Roger Wilco and the Time Rippers (дисковая версия)
- Mixed-Up Mother Goose (версия на компакт-диске)

У интерпретаторов с номером сборки больше 1000 несколько изменён формат файлов и улучшена поддержка других языков (результат частичного использования кода из S.OLD.xxx-версии SCI0). Такой интерпретатор был использован в следующих играх:
- Leisure Suit Larry 5: Passionate Patti Does a Little Undercover Work
- EcoQuest: The Search for Cetus (дисковая версия 1.0)
- Jones in the Fast Lane (версия на компакт-диске)
- King’s Quest V: Absence Makes the Heart Go Yonder! (версия на компакт-диске и международные дисковые версии)
- Mixed-up Fairy Tales
- Police Quest III: The Kindred
- Space Quest I: The Sarien Encounter (улучшенная версия)
- Space Quest IV: Roger Wilco and the Time Rippers (международные версии)
- Conquests of the Longbow: The Adventures of Robin Hood
- Castle of Dr. Brain

## SCI1.1 (1.001.xxx)
Кроме значительных внутренних изменений, в SCI1.1 была реализована поддержка анимированных видео вставок (впервые использованных в King’s Quest VI), а также масштабируемых спрайтов: персонаж становится меньше, перемещаясь вглубь экрана, что создаёт эффект перспективы. В нумерации ранних версий SCI1.1 можно встретить метку версии «2.000.000», что вероятно, является следствием несогласованности. Отдельные 16-цветные версии больше не выпускались; владельцам EGA видеокарт предлагалось запускать игру в режиме 640x480 с симуляцией 256 цветов посредством сглаживание цветовых переходов.
Интерпретатор был использован в следующих играх:
- 1992 Christmas Card
- EcoQuest: The Search for Cetus (дисковая версия 1.1, версия на компакт-диске)
- EcoQuest II: Lost Secret of the Rainforest
- Freddy Pharkas: Frontier Pharmacist
- The Island of Dr. Brain
- King’s Quest VI: Heir Today, Gone Tomorrow
- The Dagger of Amon Ra
- Leisure Suit Larry 6: Shape Up or Slip Out! (дисковая версия и версия на компакт-диске с низким разрешением)
- Mixed-Up Mother Goose (версия 2.000)
- Pepper’s Adventures in Time
- Police Quest: In Pursuit of the Death Angel (улучшенная версия)
- Quest for Glory I: So You Want to Be a Hero (256-цветная версия)
- Quest for Glory III: Wages of War
- Space Quest IV: Roger Wilco and the Time Rippers (версия на компакт-диске)
- Space Quest V: The Next Mutation

## SCI2 (2.xxx.xxx)
SCI2 часто называют SCI32 (так же, как и SCI3), поскольку он работал в 32-битной среде, используя расширитель DOS DOS/4G или расширенный режим Windows 3.1. Наиболее заметными усовершенствованиями были поддержка разрешения 640×480, а также улучшенная поддержка видеовставок. Известно две модификации движка — 2.000.000 и 2.100.002.
Интерпретатор был использован в следующих играх:
- Gabriel Knight: Sins of the Fathers
- The Beast Within: A Gabriel Knight Mystery
- King’s Quest VII: The Princeless Bride
- Leisure Suit Larry 6: Shape Up or Slip Out! (версия на компакт-диске с высоким разрешеним)
- Mixed-up Mother Goose Deluxe
- Phantasmagoria
- Police Quest IV: Open Season
- Quest for Glory IV: Shadows of Darkness
- Shivers
- Space Quest 6: The Spinal Frontier
- Torin’s Passage

## SCI3 (3.000.000)
Последняя версия движка кроме DOS или Windows 3.1 включала поддержку версий под Windows 95.
Последними играми Сьерра на SCI были:
- Leisure Suit Larry 7: Love for Sail!
- Lighthouse: The Dark Being
- Phantasmagoria: A Puzzle of Flesh
- RAMA
- Shivers Two: Harvest of Souls

## Родственные программные продукты
FreeSCI — это движок с открытым исходным кодом, который работает с играми на SCI0. FreeSCI запускается на Linux, UNIX, Microsoft Windows, Sega Dreamcast и GP32.
Существует SCI Studio — программа с открытым исходным кодом, позволяющая создавать игры для SCI0. SCI Studio разработана под Microsoft Windows, но её можно запускать под Linux, используя Wine, а игры запускать с помощью FreeSCI.
Проект FreeSCI влился в проект ScummVM.